# Kezar Stadium
Kezar Stadium es un estadio en San Francisco, California, Estados Unidos. 
Fue la sede de los Oakland Raiders y los San Francisco 49ers de la NFL de fútbol americano. También estuvo regentado por los California Victory de la USL First Division hasta la desaparición del club. Ha acogido varias competiciones deportivas de carácter amateur y escolar como el campeonato local, la Turkey Bowl.
En 2004 sirvió como el hogar del San Francisco Freedom, el equipo de Críquet Profesional de la ciudad.
La película Dirty Harry fue filmada aquí.
- Datos: Q4263361
- Multimedia: Kezar Stadium / Q4263361